# Máximo Acosta
Máximo Acosta (9 de octubre de 1895, Carlos Tejedor, Provincia de Buenos Aires-14 de abril de 1944), apodado "El Mono" o "El Negro", fue un jockey argentino, considerado uno de los más importantes de la historia de la hípica rioplatense.

## Biografía
Nació 9 de octubre de 1895 en la estancia de Juan José Etcheverry, en las cercanías de Carlos Tejedor, Provincia de Buenos Aires. Comenzando su carrera de jinete a la edad de 15 años en el Hipódromo de Lomas, por instancia del dueño de la estancia en la que vivía su familia. El día de su debut corrió a 4 caballos, resultando vencedor con 3 de ellos: Shelim, Bris D’Été y Pira.
Hacia fines de 1910 se trasladó a Buenos Aires para competir en el antiguo Hipódromo Nacional de Belgrano, consiguiendo su primera victoria conduciendo a Yatasto (ejemplar homónimo del Cuádruple Coronado en 1951). Dos años más tarde lograría su primer triunfo en el Hipódromo de Palermo, con Fantoche.
Sus montajes de dividen en los hipodrómos de Palermo, Lomas, Belgrano, San Martín, Rosario y San Isidro, este último desde su apertura en 1935. 
En 1917 logró ser coolider de la estadística de jockey, con Domingo Torterolo,  con 108 victorias; el record para entonces lo ostentaba Domingo Torterolo, uruguayo, con 144 victorias logradas en 1913, el más alto registro logrado por un jinete en Argentina.
En Uruguay, ganó tres veces el Gran Premio José Pedro Ramírez: en 1918 con Saca Chispas (hijo de Diamond Jubilee y Sibila), en 1923 con Mameluke (hijo de Mojinete y Craigesk) y en 1944 con Banderín (hijo de Alan Breck y Barandilla).
En 1940 fue el jockey con mayor número de carreras ganadas en la temporada, con 149 victorias, en un tiempo en el que se corría solamente los domingos y un sábado al mes.
En una reunión de 1942, en el Hipódromo Argentino, corrió siete carreras y ganó seis.
El 17 de octubre de 1943, con el alazán Banderín, impusieron un nuevo tiempo récord para los 3500 metros en el Hipódromo de Palermo: 3 minutos, 37 segundos y 80 centésimas. Conduciendo al destacado ejemplar de la caballeriza Río Paraná ganó el Gran Premio Carlos Pellegrini de ese año y luego el citado Gran Premio José P. Ramírez en 1944.
En 1943, con 48 años, terminó la temporada en la cima de la lista de los jockeys ganadores, logrando ganar un total de 8 estadísticas de Jockey. Máximo Acosta formó parte de un periodo caracterizado por la presencia de grandes jockeys en la hípica argentina, junto con Irineo Leguisamo, Elías Antúnez, Salvador di Tomaso y Juan Pedro Artigas.
Su última victoria fue el día anterior a su muerte con el alazán Manderley (hijo de Médicis y Rarísima) y su último montaje fue con el zaino colorado Cabo Cuarto, quedando en tercer lugar en la sexta prueba. Durante su carrera de poco más de tres décadas, consiguió ganar más de 2200 carreras, incluso 204 clásicos.

## Homenajes
Entre las canciones dedicadas a su persona pueden citarse los tangos "Negro lindo" (1940), "Adiós Negro Acosta” (1944) y "Un jockey en el recuerdo” (1945). Además es nombrado en la versión original, y masculina, de la milonga "Se dice de mí", compuesta por Francisco Canaro e Ivo Pelay en 1943.

«¡Negro lindo, negro lindo!

Si apilado en un Congreve

de su sangre hacés hablar.

Esmerando el trabajito,

aunque corras a un burrito

te ingeniás para ganar.»
Fragamento del tango "Negro lindo" de Francisco Lomuto (música) y Lito Mas (letra).

En 1980 recibió el Premio Konex - Diploma al Mérito como uno de los 5 mejores jockeys de la historia en Argentina.